# Ферроваріу ді Бейра
Клубе Ферроваріу ді Бейра або просто Ферроваріу ді Бейра (порт. Clube Ferroviário da Beira) — професіональний мозамбіцький футбольний клуб з міста Бейра.

## Історія клубу
Клуб було засновано в 1924 році в місті Бейра, був переможцем колоніального чемпіонату, до незалежності Мозамбіку, володар Кубку Мозамбіку (3 рази) та двічі фіналіст цього турніру. Принциповий суперник — Текстіл ді Пунгуе.
На міжнародному рівні брав участь в трьох континентальних турнірах, де найкращим досягненням була участь в другому раунді Кубку КАФ 1999 року.

## Досягнення
- Чемпіонат Мозамбіку з футболу:
  -  Чемпіон (3): 1958, 2016, 2023
  -  Срібний призер (1): 2014

- Кубок Мозамбіку з футболу
  -  Володар (3): 2005, 2013, 2014;
  -  Фіналіст (2): 1978, 1993.

- Суперкубок Мозамбіку з футболу
  -  Фіналіст (2): 1994, 2006.

## Виступи в клубних континентальних турнірах
| Сезон | Турнір                 | Раунд      | Клуб                  | Вдома | На виїзді | Загальний   |
| ----- | ---------------------- | ---------- | --------------------- | ----- | --------- | ----------- |
| 1999  | Кубок КАФ              | 1          | ФК «Шугер Муміяш»     | 1-0   | 1-1       | 2-1         |
| 1999  | Кубок КАФ              | 2          | Канон Яунде           | 0-0   | 0-1       | 0-1         |
| 2006  | Кубок конфедерації КАФ | Попередній | Клуб Елан             |       |           | 2-11        |
| 2006  | Кубок конфедерації КАФ | 1          | ЮСЖФ Равінала         | 0-0   | 0-0       | 0-0 (3-4 п) |
| 2014  | Кубок конфедерації КАФ | Попередній | ФК «Азам»             | 2-0   | 0-1       | 2-1         |
| 2014  | Кубок конфедерації КАФ | 1          | ЗЕСКО Юнайтед         | 0-0   | 0-1       | 0-1         |
| 2015  | Кубок конфедерації КАФ | Попередній | СК «Петі Рів'єр Ноїр» | 5-2   | 2-1       | 7-3         |
| 2015  | Кубок конфедерації КАФ | 1          | Віта (Кіншаса)        | 1-0   | 0-3       | 1-3         |

1- Серія була зіграна на вечірці за взаємною згодою.

## Відомі гравці
- Карлуш Бернарду Шимоле
- Манінью
- Агостінью Жуніур
- Вальтер Мандава
- Абрау Куфа
- Генрі Ентоні
- Віллард Маньятера
- Мфікі Мзімкулу